# Anuradhapura (stad)
Anuradhapura (Singalees: Anurādhapura; Tamil: Anurātapuram) is de hoofdstad van de Noordelijke Centrale Provincie op Sri Lanka en van het gelijknamige district Anuradhapura. De stad ligt op 205 km van Colombo.
De stad staat op de Werelderfgoedlijst van de UNESCO. Het is een heilige stad voor het boeddhisme omdat een loot van de Boom der Verlichting, de vijgenboom waaronder de Boeddha zijn Verlichting vond, in de 3e eeuw v.Chr. door Sanghamitta - die een orde van boeddhistische nonnen stichtte - naar Anuradhapura gebracht werd. Er zijn vier grote stoepa's van aarde en baksteen gebouwd ter bescherming van Boeddhistische relikwieën. De koepels bereiken een hoogte van 80 meter.

## Geschiedenis
De stad werd in de 4e eeuw v.Chr. gesticht en was eeuwenlang (van 377 v.Chr. tot 1017 na Chr.) de hoofdstad van de Ceylonese koningen.
Volgens de oudste Boeddhistische kroniek (Mahavansa) werd de stad volgens een goed uitgewerkt stadsplan gebouwd met speciale wijken bedoeld voor bepaalde beroepsgroepen en standen. Na de invasie van 993 werd de druk van de indringers uit Zuid-India te groot. Ondanks zware strijd moest de stad uiteindelijk opgegeven worden en werd door de jungle opgeslokt.

## Religie
De stad is een belangrijk boeddhistisch pelgrimsoord.
Sinds 1982 is Anuradhapura de zetel van een rooms-katholiek bisdom.
Heilige stad Anuradhapura · Oude stad Galle en vestingwerken · Gouden tempel van Dambulla · Heilige stad Kandy · Oude stad Polonnaruwa · Oude stad Sigiriya · Woudreservaat Sinharaja
- Bibliothèque nationale de France: cb12650697c (data)
- Gemeinsame Normdatei: 4321066-1
- Library of Congress Control Number: n82237721
- Nationale Bibliotheek van Israël: 987007557423305171
- Système universitaire de documentation: 050593498
- Virtual International Authority File: 144277769